# Lamba (Burkina Faso)
Pour les articles homonymes, voir Lamba.
Lamba est un village du département et la commune rurale de Békuy, situé dans la province du Tuy et la région des Hauts-Bassins au Burkina Faso.

## Géographie

### Situation et environnement
Lamba se trouve à environ 8,5 km à l’ouest de Békuy.

### Démographie
- En 2006, le village comptait 4 588 habitants recensés[1].

## Transports
Le village est relié par deux routes non goudronnées à la route nationale 10, l'une vers l'ouest jusqu'à Békuy, le village chef-lieu de la commune, l'autre vers le sud-ouest et traversant plusieurs autres hameaux du département (en direction de Ramatoulaye dans la province voisine du Houet).

## Santé et éducation
Le centre de soins le plus proche de Lamba est le centre de santé et de promotion sociale (CSPS) de Békuy.